# Ronald Sanderson
Ronald Harcourt Sanderson (Uckfield, 11 dicembre 1876 – Gommecourt, 17 aprile 1918) è stato un canottiere britannico.

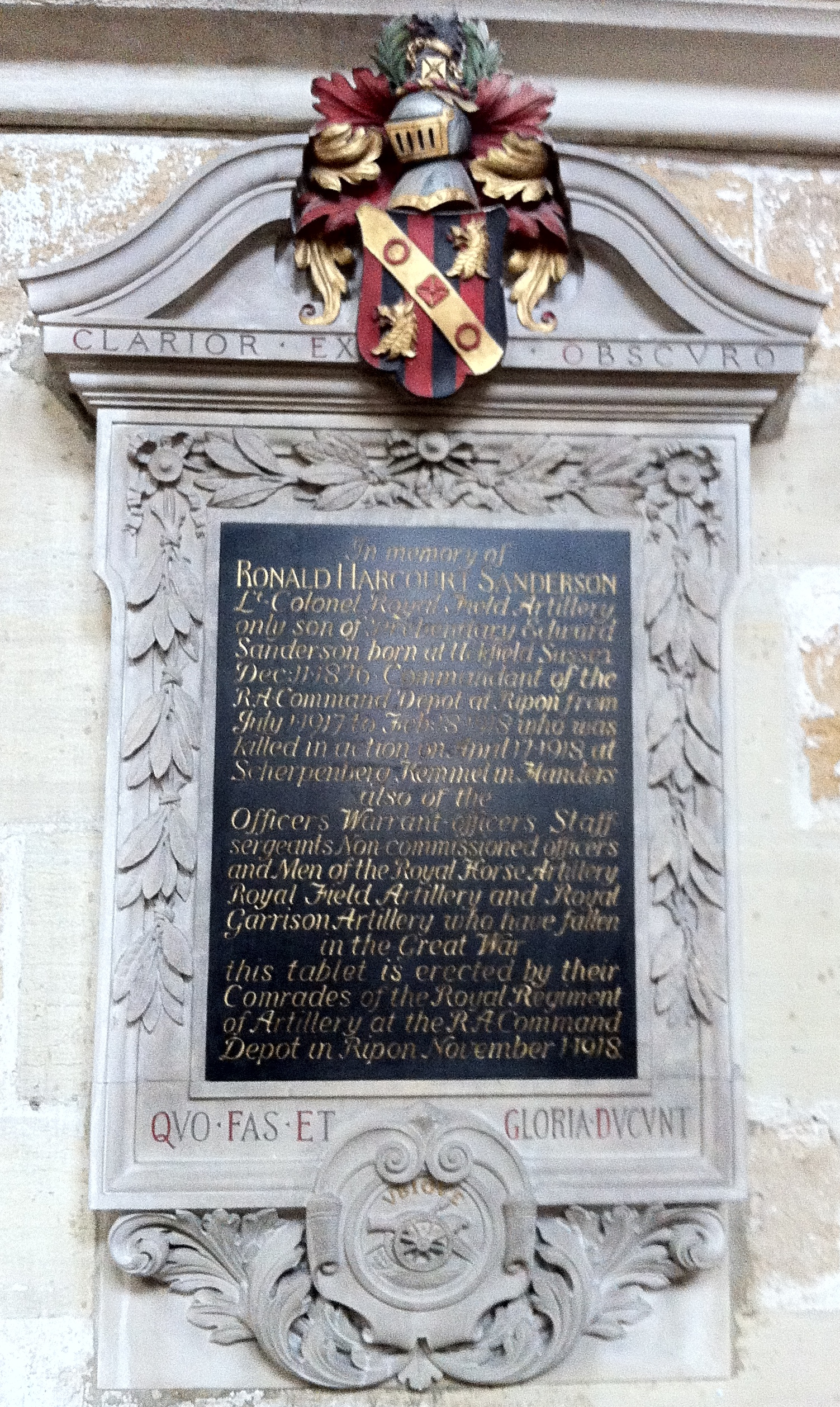

Ha vinto la medaglia d'oro olimpica nel canottaggio alle Olimpiadi 1908 tenutesi a Londra, nella gara di Otto maschile con Albert Gladstone, Frederick Septimus Kelly, Guy Nickalls, Banner Johnstone, Charles Burnell, Raymond Etherington-Smith, Henry Bucknall e Gilchrist Maclagan.